# Château Saint-Paul
Le château Saint-Paul est situé sur la commune de Wissembourg, dans la circonscription administrative du Bas-Rhin et, depuis le 1er janvier 2021, dans le territoire de la Collectivité européenne d'Alsace, en région Grand Est.  

## Histoire
Saint-Paul est un ancien prieuré qui remonte d’après la tradition au VIIIe siècle
Dès la fin du XIIIe siècle, Wissembourg est inféodé aux Linange, et en arrière-fief aux Fleckenstein. Il est acquis en 1360 par l’abbé Edelin et le comte de Linange parce que les comtes palatins y tenaient une garnison d’occupation.

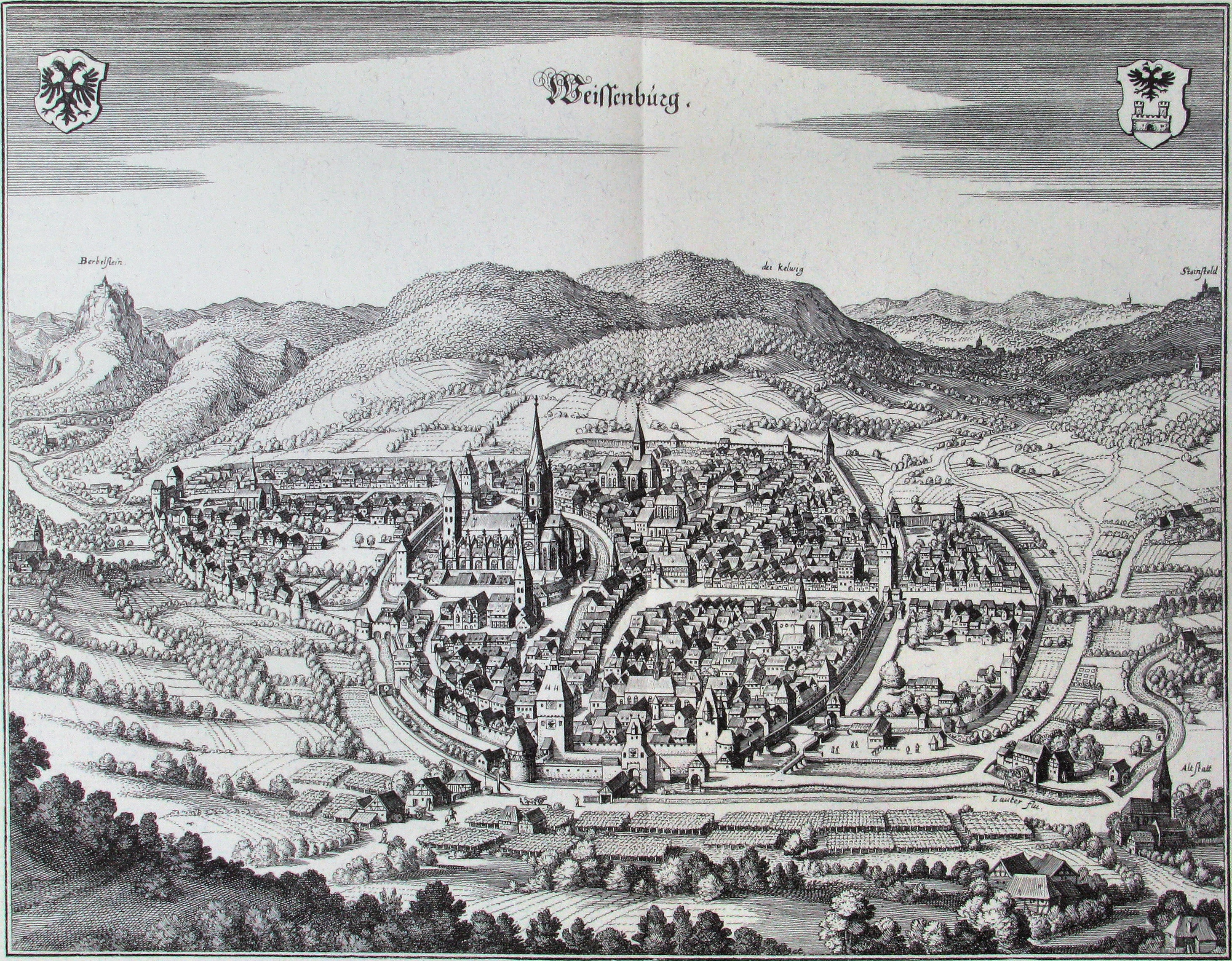
Ville impériale de Wissembourg.

Quatre remparts défendaient l’agglomération de Wissembourg. Les restes des anciennes fortifications, ont fait l’objet d’une inscription sur l’inventaire supplémentaire des monuments historiques par arrêté du 08 février 1933, et du 03 novembre 1989 (château Saint-Rémi : totalité du site comprenant les vestiges enfouis et le fossé du château). 
Des 4 châteaux, qui défendaient l'abbaye aux points cardinaux (Saint-Germain à l’ouest, Saint-Pantaléon ou Vierthur au sud-ouest, Saint-Rémy à l’est), seul subsiste, au Nord, le château Saint-Paul.
Antérieurement au château se situait au même emplacement une ferme abbatiale mentionnée en 803 avec chapelle et placée sous la protection du saint apôtre, plus tard transformée en prieuré puis en château fort.

## Description
Donjon-palais, flanqué d’une tourelle, construit entre 1262 et 1293 par l’abbé Edelin de Wissembourg.
Vendu comme bien national à la Révolution il ne subsiste aujourd’hui de l’édifice médiéval qu’une tour carrée de 3 étages,.

## Galerie de photos

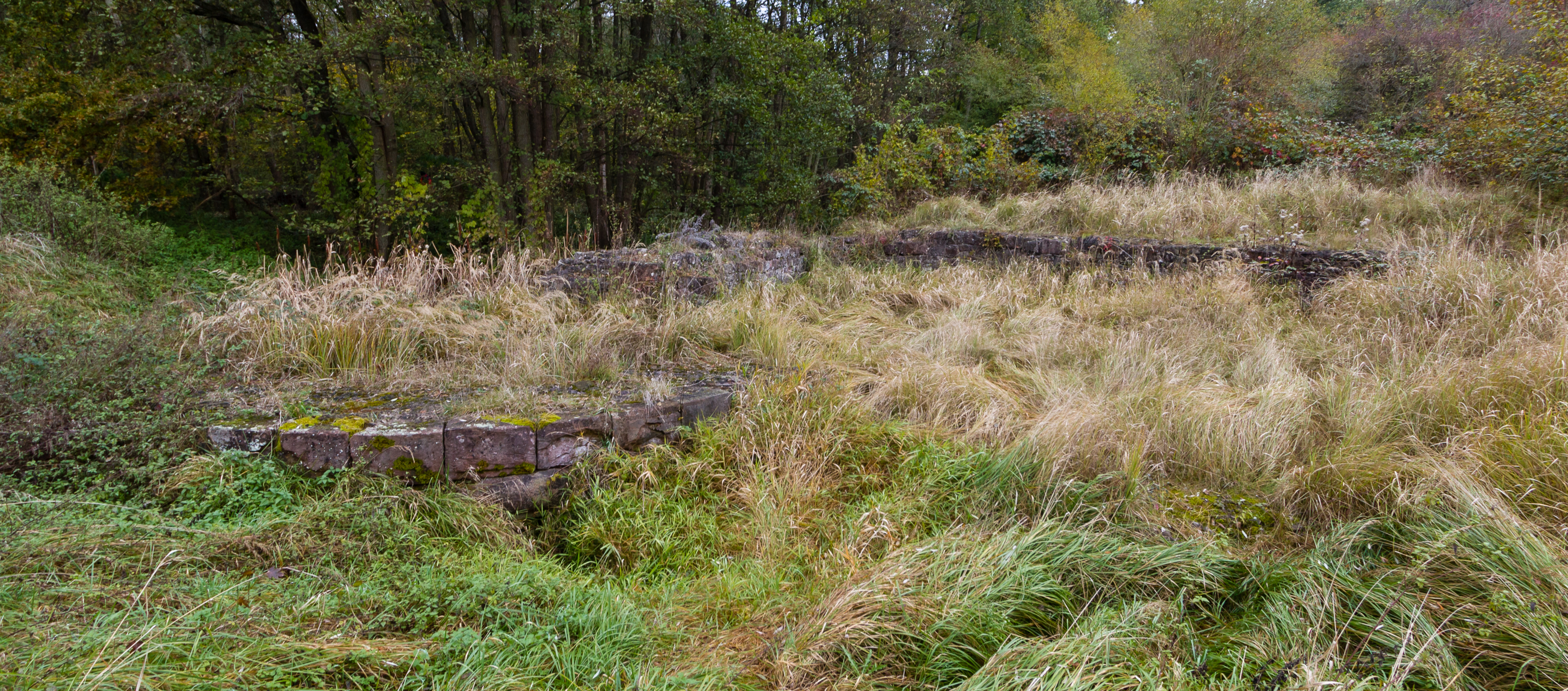
Château Saint-Rémy d'Altenstadt. Un des quatre châteaux défendant l'abbaye de Wissembourg, aux quatre points cardinaux.
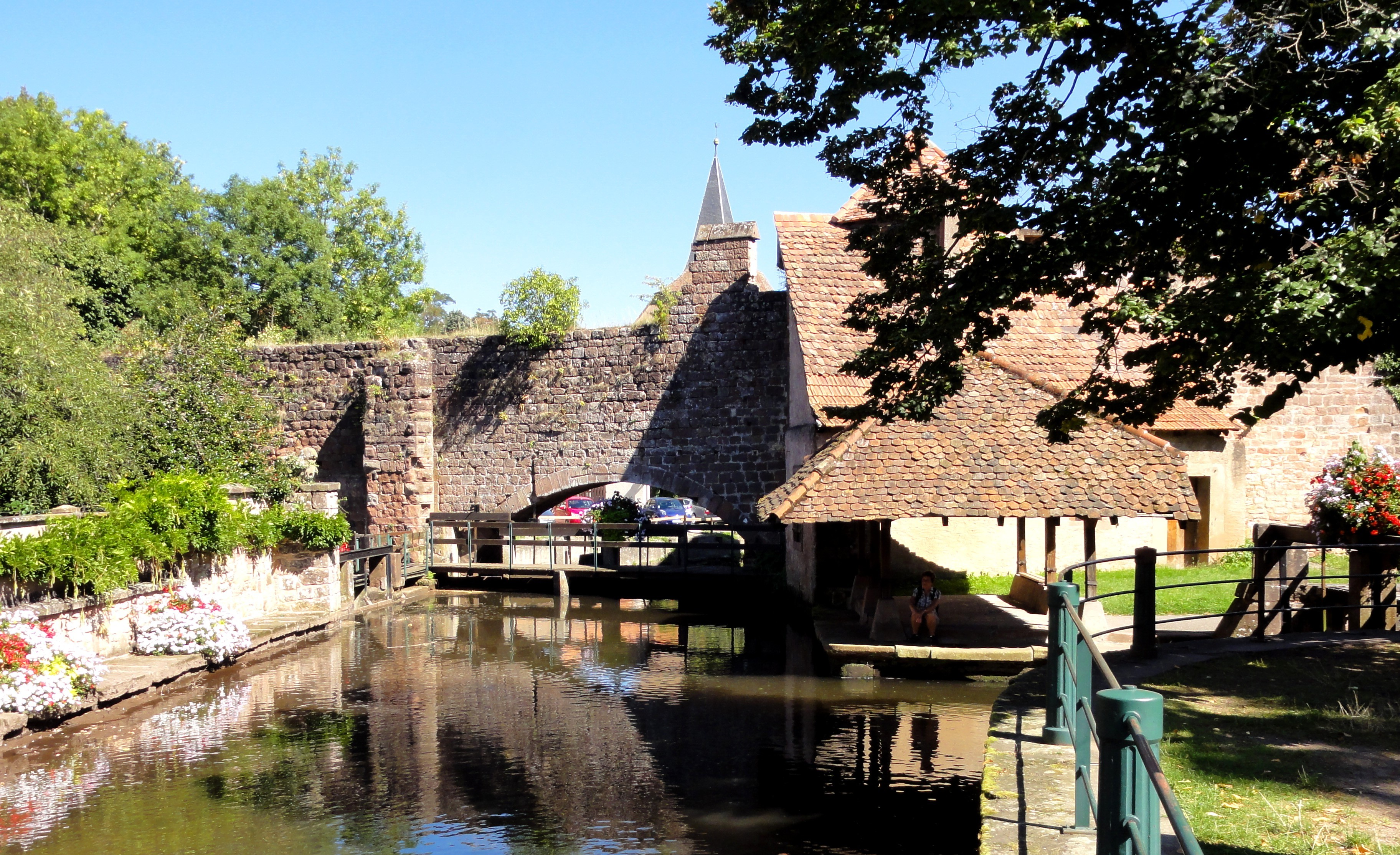
Canal de la Lauter. Enceinte de l'Abbaye ( XIIIe et XVe siècles)
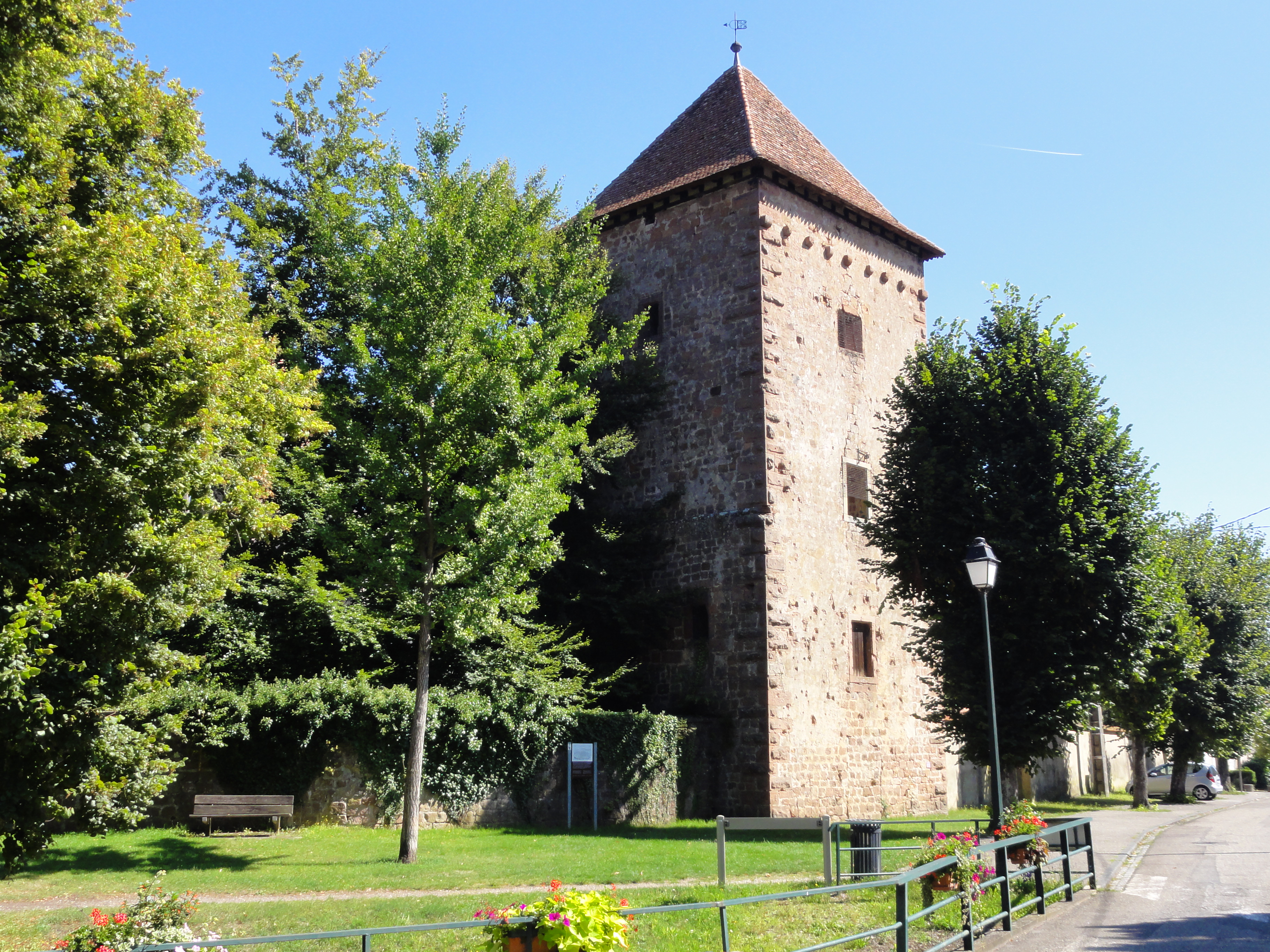
Tour dite Scharterturm
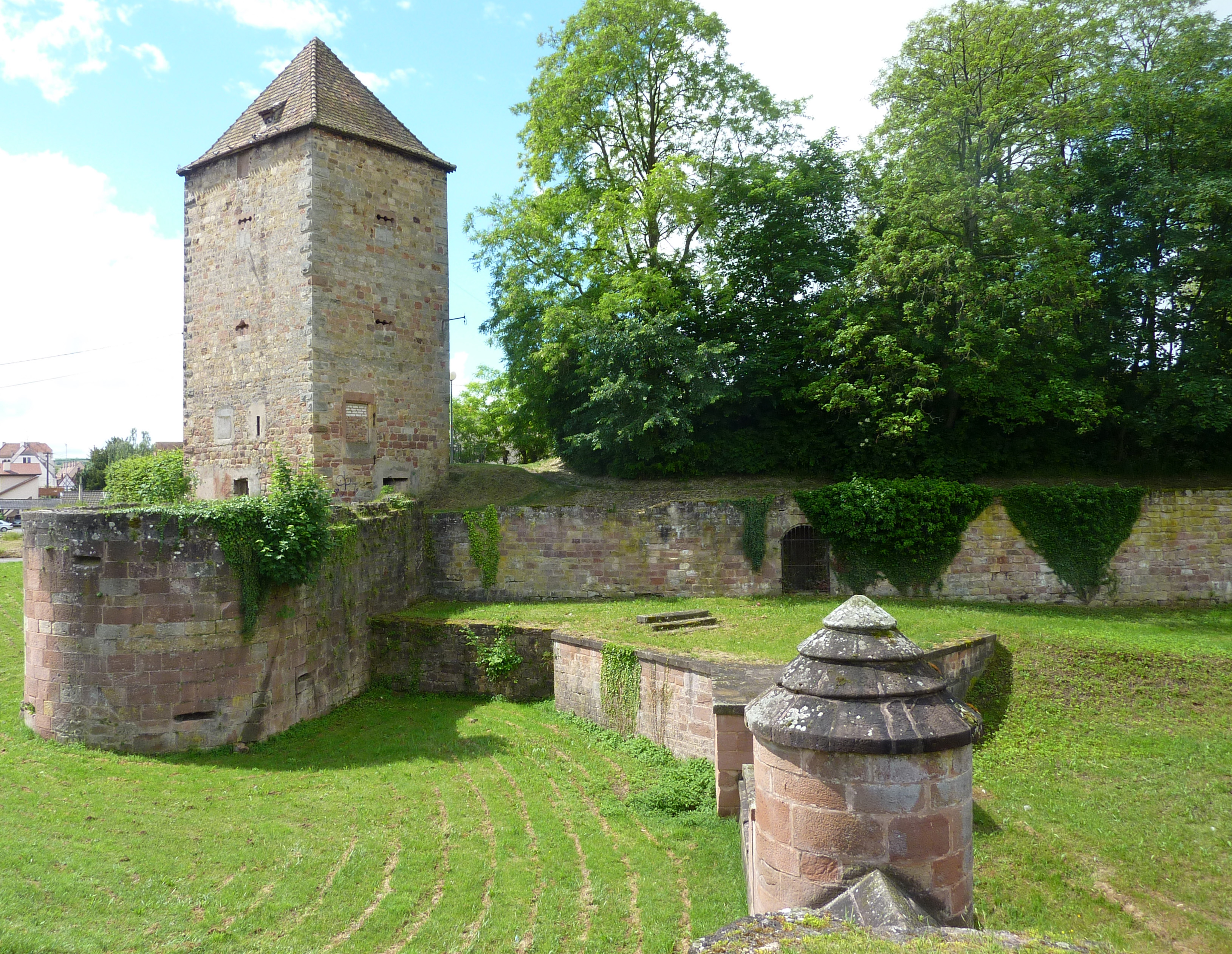
Tour de la Poudriére (Pulverturm)